# 47294 Blanský les
(47294) Blanský les, denumire internațională (47294) Blansky les, este un asteroid din centura principală de asteroizi.

## Descriere
47294 Blanský les este un asteroid din centura principală de asteroizi. A fost descoperit pe 28 noiembrie 1999 la Observatorul Kleť de Jana Tichá și Miloš Tichý. Asteroidul prezintă o orbită caracterizată de o semiaxă mare de 2,30 ua, o excentricitate de 0,13 și o înclinație de 4,9° în raport cu ecliptica.